# پادپیوند

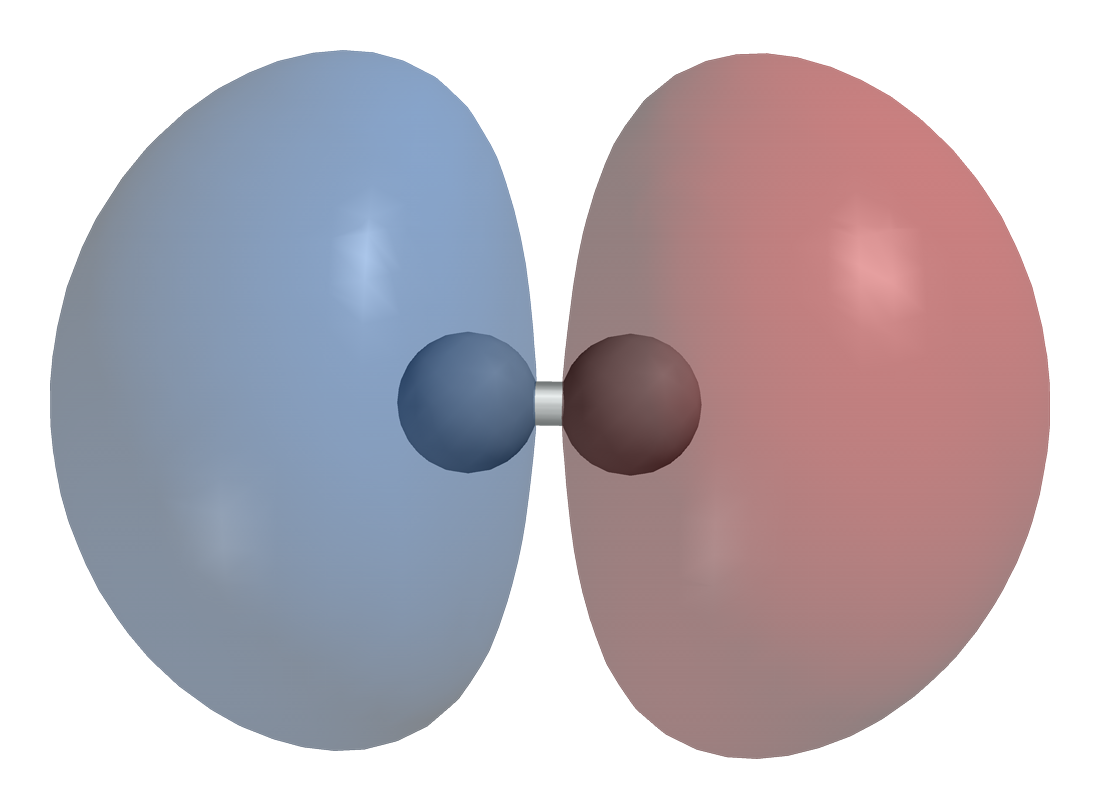
اوربیتال پادپیوند در H_{2} که با 2sσ* نشان داده می‌شود. همانطور که دیده می‌شود، الکترون در فضای بین دو هسته نیست و جایی بیرون ازین فضاست.

ضدپیوند یا پادپیوند (به انگلیسی: Antibonding) گونه‌ای پیوند شیمیایی در مولکول هاست. اوربیتال پادپیوند در جایی بیرون از فضای بین دو هسته قرار دارد، و ازین رو احتمال یافته‌شدن الکترون در فضای بین دو هسته صفر و الکترون جایی بیرون از این محدوده خواهد بود.
اوربیتال‌های پادپیوند معمولاً در سطح انرژی بیشتری از اوربیتال‌های پیوندی‌اند و ازین رو مولکول را ناپایدار می‌کنند. همانند هر اوربیتال دیگری، ۲ الکترون در هر اوربیتال می‌تواند باشد. اوربیتال‌های پادپیوند را معمولاً با * نشان می‌دهند.
ویژگی برجسته پادپیوند این است که یک اوربیتال پادپیوند، پادپیوندتر (نیرومندتر) است از پیوند در یک اوربیتال پیوند. مثلاً، چنانچه واکنش دو اتم هلیم با یکدیگر را برای ساخته‌شدن He2 در نظر بگیریم، از آنجا که هر هلیوم دو الکترون دارد، در کل چهار الکترون خواهیم داشت که دوتای نخست در اوربیتال پیوند (1sσ)، و دوتای دوم در اوربیتال پادپیوند (2sσ*‎) جای می‌گیرند، و چون پادپیوند نیرومندتر از پیوند است، واکنش انجام نمی‌شود و ازینرو مولکول He۲ نمی‌تواند وجود داشته باشد.